# Дерев'яні труби

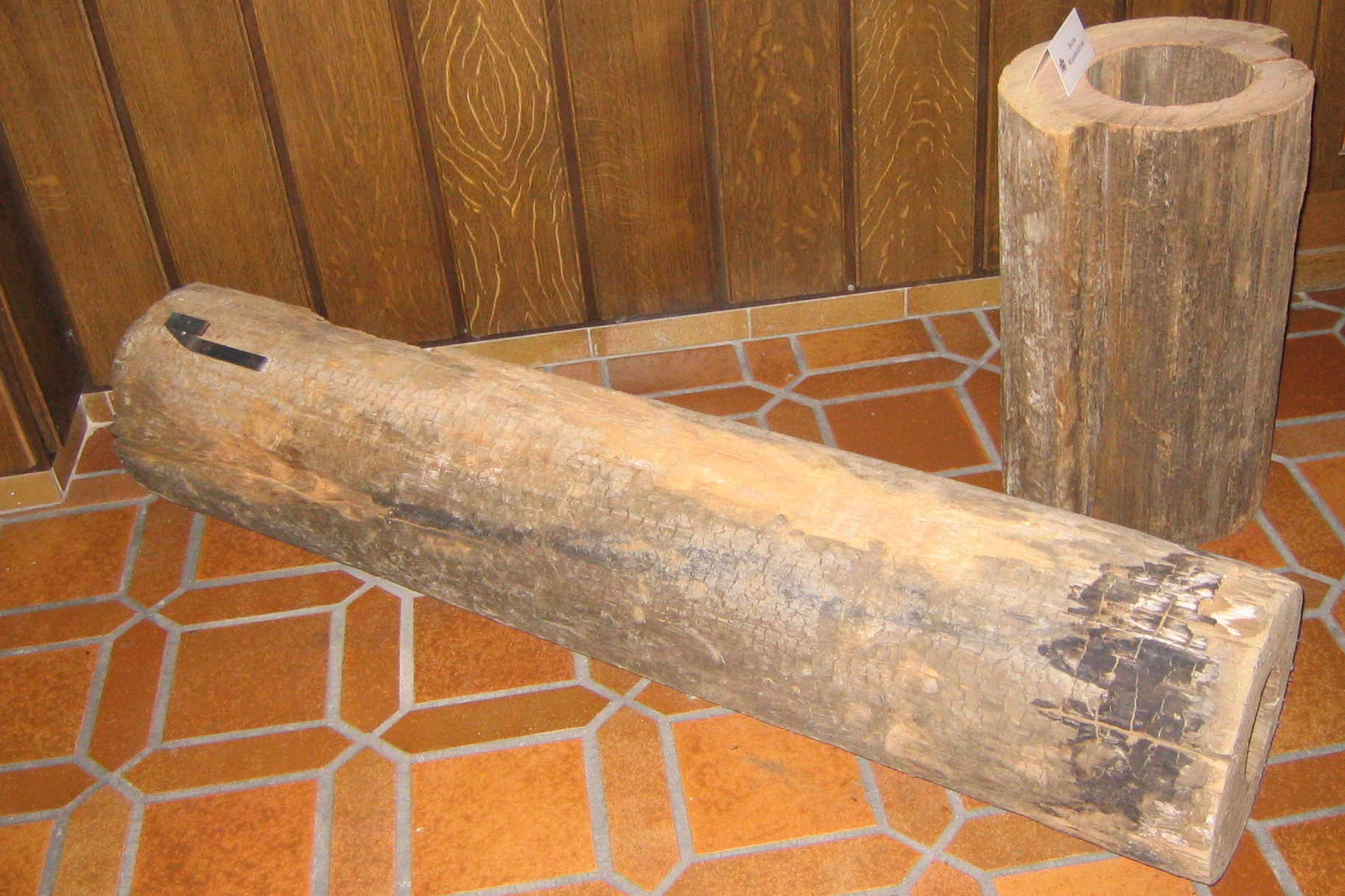
Дерев'яні труби

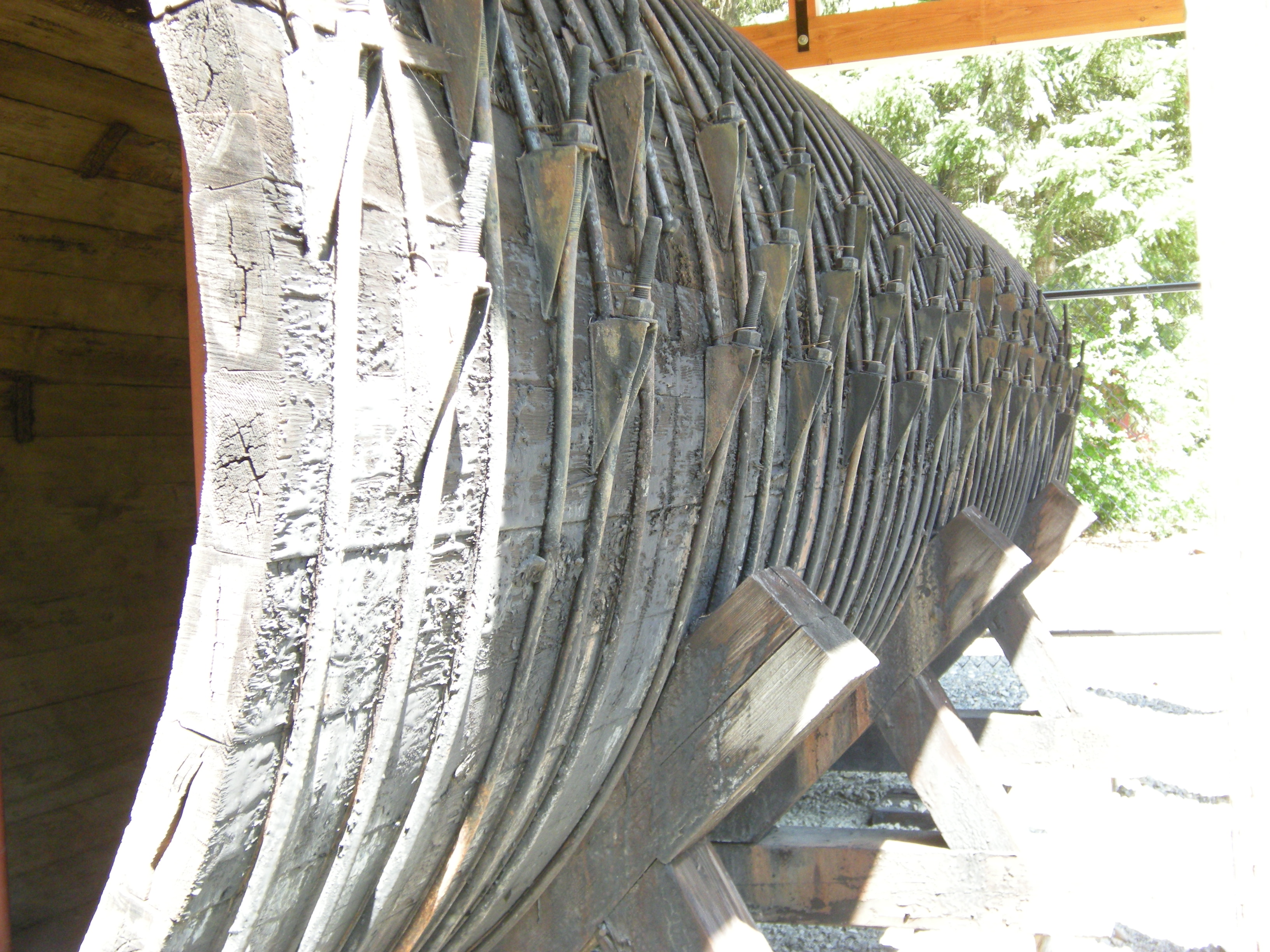
Дерев'яні труби-постави

Дерев'яні труби (діаметром 600—2000 мм) застосовують при напорах до 50 м, зокрема, у випадках транспортування лужних гідросумішей на збагачувальних фабриках кольорової металургії, теплових електростанціях тощо. Такі труби є найбільш економічними, зносостійкими, мають великий строк служби.
Збирають такі труби з заздалегідь виготовлених деталей — клепок, що являють собою дошки спеціального профілю. Стикові з'єднання клепок зв'язують сталевими, оцинкованими або дерев'яними шпонками, а стінки труб скріплюють залізними бандажами. При тиску, більшому 4 кгс/см², застосовують сталеві шпонки.
Багатошарові фанерні труби відповідають умовам транспортування абразивних гідросумішей. Найбільш доцільним є застосування таких труб діаметром 300—600 мм. Невелика вага фанерних труб зумовлює доцільність їх застосування при прокладанні трубопроводів в умовах складного рельєфу (гірський, болотний, дуже пересічена місцевість). Крім того, їх застосовують для випусків з розподільчих трубопроводів, особливо при слабкій водовіддачі намитих хвостів, коли суттєво утруднене переміщення трубоукладальників по намиву.
Досвід експлуатації таких труб на гірничозбагачувальних комбінатах свідчить про те, що при невеликих швидкостях руху
гідросуміші та двократному повертанні строк служби складає 5–6 років. Укладання фанерних труб не вимагає застосування дорогих опорних конструкцій. Труби задовільно працюють у суворих кліматичних умовах північних регіонів.